# Usine C
Usine C, Centre de création et de diffusion pluridisciplinaire, est une compagnie du spectacle vivant située dans le quartier Centre-Sud à Montréal. Elle est basée dans l'ancienne fabrique de la Société Alphonse Raymond. Le lieu présente une « programmation pluridisciplinaire composée d’œuvres hybrides, au croisement du théâtre, de la danse, de la musique et des arts médiatiques ».

## Historique
Fondée en mars 1995 par la compagnie Carbone 14, l’Usine C, située au cœur du quartier Centre-sud de Montréal dans l’ancienne usine Raymond, est devenue un lieu de diffusion de la création contemporaine multidisciplinaire.
Les cofondateurs de l’Usine C, Gilles Maheu et Danièle de Fontenay collaboraient depuis de nombreuses années au moment de la création de l'Usine C. Leur compagnie de création, Carbone 14, avait déjà cofondé le théâtre Espace Libre en 1979 avec Nouveau Théâtre expérimental et Omnibus. Après leur expérience acquise au cours de leurs années de théâtre de rue, leurs 20 ans de tournée à travers le monde et un énorme succès populaire, Gilles Maheu et Danièle de Fontenay ont voulu bâtir un outil adapté aux besoins de la création interdisciplinaire.
L’Usine C a acquis une certaine notoriété, localement et à l’étranger, comme lieu de création et de diffusion contemporain grâce aux spectacles qui s’y tiennent et à ses installations. L'Usine accueille 35 000 spectateurs chaque année, qui découvrent les courants artistiques actuels.

## Profil artistique
L’Usine C accueille des créateurs venant de partout : Gilles Maheu, Robert Lepage, Denis Marleau, Marie Chouinard, Daniel Brooks, Brigitte Haentjens, Daniel Danis, Paula de Vasconcelos, Marie Brassard, Benoît Lachambre, Sylvain Émard, Louise Bédard, Jacob Wren, Dave St-Pierre tout comme Anne Teresa De Keersmaeker, Claude Régy, Peter Brook, Meg Stuart, Jan Fabre, qui ont présenté des spectacles à l’Usine C. Le théâtre a également mis en place la section canadienne des biennales internationales Festival Temps d'Images et Actoral, donnant ainsi accès à une programmation d'avant-garde de calibre international.
L'Usine C accueille également plusieurs festivals nationaux et internationaux dont le Festival TransAmériques, les Coups de théâtre, festival d'arts jeunes publics, Akousma Montréal et le Festival international de littérature. Codiffuseur du Festival de musique électronique Elektra depuis 2002, l’Usine C participe également à  l’émergence d’une culture numérique et multimédia tournée vers le futur. Ses espaces accueillent également une programmation d'art visuel pendant toute la saison et de nombreux événements corporatifs.
L’Usine C poursuit une politique artistique ayant pour objectif de favoriser la création et la diffusion des arts de la scène en soutenant les artistes et les compagnies qui contribuent à la création d’œuvres originales.